# Umfahrung Sarajevo
Die Umfahrung Sarajevo (bosnisch Sarajevska zaobilaznica) ist eine Tangentialstraße mit Zubringerstraße im Nordwesten von Sarajevo.

## Bestandteile und Streckenverläufe

### Tangentialstraße
Wesentlicher Bestandteil der Umfahrung ist die etwa 10 km lange Tangentialstraße, die gleichzeitig einen Abschnitt der Autobahn A1 bildet. Die Umfahrung beginnt nördlich von Sarajevo bei Gornja Jošanica und führt über das Autobahndreieck Butila nach Vlakovo im Westen von Sarajevo. Der Abschnitt von Gornja Jošanica bis zum Autobahndreieck Butila besitzt zwei Tunnelbauwerke mit einer Länge von 270 m (Tunnel Ostrik) und 400 m (Tunnel Ozega) sowie die drei Brückenbauwerke Ostrik (Länge 140 m), Riječica (Länge 90 m) und Reljevo (Länge 200 m). Im Verlauf des Abschnitts vom Autobahndreieck Butila bis zur Anschlussstelle Vlakovo befindet sich das Brückenbauwerk Bojnik (Länge 190 m).

### Zubringerstraße
Die Zubringerstraße verbindet das Autobahndreieck Butila mit dem westlichen Stadtgebiet von Sarajevo und bildet gleichzeitig den ersten Abschnitt der Stadtautobahn Sarajevo. Sie ist etwa 4,5 km lang und besitzt unter anderem ein Viadukt mit einer Länge von 900 m, das über die Eisenbahnanlagen nahe dem Bahnhof Rajlovac führt.

## Geschichte
Die Umfahrung von Sarajevo wurde in drei Teilstücken gebaut. Die komplette Umfahrung sollte ursprünglich bis Ende 2014 fertiggestellt werden, jedoch verzögerte sich die Fertigstellung der Stadtautobahn.
Der Vertrag zum Bau des ersten Teilstückes der Tangentialstraße zwischen Gornja Jošanica und dem Autobahndreieck Butila wurde 2005 unterzeichnet. Baubeginn des ersten Teilstücks war am 17. Oktober 2007. Am 16. Oktober 2008 wurde der Tunnel Ostrik als erster Tunnel im Zuge der A1 und der Umfahrung durchbohrt. Die Fertigstellung der Umfahrung war ursprünglich für den 30. Juli 2010 vorgesehen, der Termin konnte aber nicht eingehalten werden und wurde mehrfach verschoben. Am 7. Februar 2011 kam es schließlich zur Vertragsauflösung mit der slowenischen Baufirma SCT. Es folgte eine weitere Ausschreibung und eine Vertragsunterzeichnung mit den Bauunternehmen Strabag und HP Investing d.o.o. am 24. April 2012. Die Baukosten wurden mit 33 Millionen Konvertible Mark (entspricht ca. 16,9 Mio. Euro) beziffert. Die Fertigstellung wurde auf den 31. Oktober 2012 festgelegt. Im August 2012 plante man, den Teil von Gornja Jošanica nach Butila bis Ende 2012 umgesetzt zu haben. Jedoch musste die Fertigstellung in das Jahr 2013 verschoben werden. Als neuer Termin wurde April 2013 festgelegt. Dieser Termin konnte auch nicht eingehalten werden. Die Fertigstellung erfolgte am 22. Mai 2013.
Der Vertrag zum Bau der Zubringerstraße vom Autobahndreieck Butila über Briješće nach Stup mit einer Länge von rund 4,5 Kilometern wurde am 6. Februar 2008 unterzeichnet. Die Fertigstellung war für den Dezember 2013 geplant. Jedoch verzögerte sich die Fertigstellung bis zum 31. Januar 2014.
Im Februar 2012 wurde der Bau des dritten Abschnittes zwischen dem Autobahndreieck Butila und dem westlichen Bauende bei Vlakovo in Auftrag gegeben. Am 26. Juni 2014 erfolgte schließlich die Verkehrsfreigabe des dritten Abschnitts.